# Carla Kihlstedt

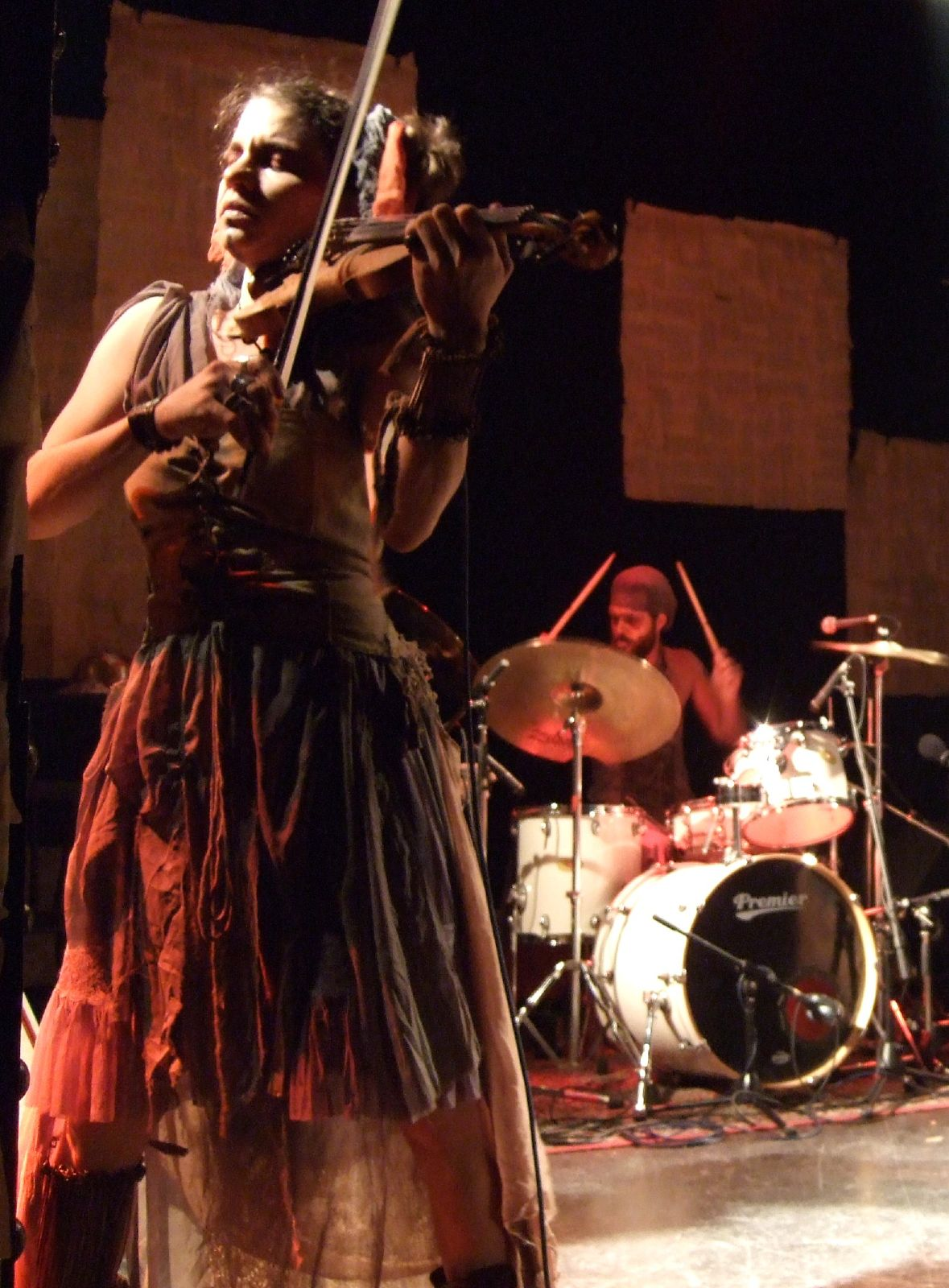

Carla Kihlstedt (ur. 1971 w Lancaster) – amerykańska kompozytorka, wokalistka, skrzypaczka, najbardziej znana ze gry w Sleepytime Gorilla Museum.

## Życiorys
Studiowała w Peabody Institute, Konserwatorium Muzycznym w San Francisco oraz w Oberlin College.
Współzałożycielka takich zespołów jak Tin Hat (vel Tin Hat Trio), Sleepytime Gorilla Museum, The Book of Knots, Causing a Tiger, Rabbit Rabbit. Członkini także takich projektów jak 2 Foot Yard, Charming Hostess and Minamo (Carla Kihlstedt & Satoko Fujii) oraz współpracowniczka m.in. Toma Waitsa, Johna Zorna, Freda Fritha, Stolen Babies. Jest także twórczynią muzyki klasycznej; współpracowała m.in. z International Contemporary Ensemble z Nowego Jorku.
Związana z byłym perkusistą Sleepytime Gorilla Museum Matthiasem Bossi. Tworzy w domowym studiu w Cape Cod w Massachusetts.

## Dyskografia
Phil Gelb, Carla Kihlstedt, John Shiurba, Matthew Sperry
- 1998–99 – Smoking Balance: The Complete Recordings (Limited Sedition, 2011)

Charming Hostess
- 1999 – Eat (Vaccination)
- 2004 – Punch (RēR)
- 2004 – Sarajevo Blues (Tzadik)

Tin Hat
- 1999 – Memory Is an Elephant (Angel)
- 2000 – Helium (Angel)
- 2002 – The Rodeo Eroded (Ropeadope/Rykodisc)
- 2004 – Book of Silk (Ropeadope/Rykodisc)
- 2007 – The Sad Machinery of Spring (Hannibal)
- 2007 – La giusta distanza (OST, Radiofandango)
- 2010 – Foreign Legion (BAG)
- 2012 – The Rain Is a Handsome Animal (New Amsterdam)

Sleepytime Gorilla Museum
- 2001 – Grand Opening and Closing (Seeland/Belle Antique/Chaosophy)
- 2003 – Live (Sickroom)
- 2004 – Of Natural History (Web of Mimicry)
- 2005 – The Face with Shinichi „Momo” Koga (DVD, not on label)
- 2007 – In Glorious Times (The End)

2 Foot Yard
- 2003 – 2 Foot Yard (Tzadik)
- 2008 – Borrowed Arms (Yard Work/CD Baby)

Lesli Dalaba, Fred Frith, Eric Glick Rieman & Carla Kihlstedt
- 2003 – Dalaba Frith Glick Rieman Kihlstedt (Accretions)

The Book of Knots
- 2004 – The Book of Knots (Arclight)
- 2007 – Traineater (ANTI-)
- 2011 – Garden of Fainting Stars (Ipecac)

Carla Kihlstedt & Shahzad Ismaily
- 2004 – Flying Low (Holy Night in the Outhouse)

Carla Kihlstedt, Fred Frith & Stevie Wishart
- 2006 – The Compass, Log and Lead (Intakt)

Carla Kihlstedt & Satoko Fujii
- 2007 – Minamo (Henceforth)
- 2009 – Kuroi Kawa ~ Black River (Tzadik)

Cosa Brava
- 2010 – Ragged Atlas (Intakt)
- 2012 – The Letter (Intakt)

Causing a Tiger
- 2010 – Causing a Tiger (Les Disques Victo)
- 2011 – How We Held Our Post (Twelve Cups)

Carla Kihlstedt & Matthias Bossi
- 2008 – Ravish (And Other Tales for the Stage) with Dan Rathbun (Twelve Cups)
- 2011 – Still You Lay Dreaming: Tales for the Stage, II (własne wydanie)
- 2012 – Niagara Falling: Tales for the Stage, III (własne wydanie)

Rabbit Rabbit
- 2013 – Rabbit Rabbit Radio – Vol. 1 (własne wydanie)
- 2014 – Rabbit Rabbit Radio – Vol. 2: Swallow Me Whole (własne wydanie)
- 2015 – Rabbit Rabbit Radio – Vol. 3: Year of the Wooden Horse (własne wydanie)
- 2016 – I’ll Always Remember You (własne wydanie)